# Петар Кирджилов
Петар Іванов Кирджилов (болг. Петър Кърджилов, 24 грудня 1950, Стара Загора) — болгарський прозаїк, письменник-фантаст, журналіст та історик.

## Біографія
Петар Кирджилов народився у Старій Загорі. Навчався спочатку в Будівельному технікумі «Христо Ботев», у 1982 закінчив Інституті технічних наук імені Красю Сарафова. У 1980—1990 роках Петар Кирджилов працював редактором Болгарської національної кінотеки, тривалий час працював завідувачем архіву болгарського телебачення. Протягом кількох років Петар Кирджилов був заступником головного редактора науково-фантастичного журналу «ФЕП». У 1990—1991 роках Кирджилов працював головним редактором журналу «Фантазия», у 1992 році перейшов до журналу «Фантастични истории», разом із Агопом Мелконяном працював у журналі «Върколак». Петар Кирджилов також відомий як історик болгарського кіно, зокрема його ранньої історії, а також як журналіст та літературний критик науково-фантастичних творів.

## Літературна творчість
Петар Кирджилов розпочав друкуватися як письменник-фантаст з 1987 року, коли вийшла друком його перша збірка творів «Орбіта Сізіфа» (болг. Орбитата на Сизиф). у 1989 році вийшла друком друга збірка письменника «Примарний цикл» (болг. Призрачен цикъл). У 1996 році вийшли друком відразу дві збірки автора — гумористична збірка «Не ображайте мафію» (болг. Не обиждайте мафията!) та збірка казок «Перстень чарівника» (болг. Пръстенът на магьосника). У 1999 році вийшла друком збірка детективно-фантастичних творів Кирджилова «Зоряні детективи» (болг. Звездни детективи). У 2005 році письменник видав збірку «Підстава смерті» (болг. Основание за смърт). Також Петар Кирджилов є автором низки книг з давньої історії та історії болгарського кінематографу.

## Нагороди та премії
У 1993 році Петар Кирджилов отримав болгарську премію «Гравітон» за значний внесок у фантастичну літературу.

## Твори

### Збірки
- 1987 — Орбитата на Сизиф
- 1989 — Призрачен цикъл
- 1996 — Не обиждайте мафията
- 1996 — Пръстенът на магьосника
- 1999 — Звездни детективи
- 2005 — Основание за смърт
- 2012 — Старогръцки митове и легенди, том І

### Повісті та новели
- 1999 — Загадъчното убийство на Гай Юлий Цезар
- 1999 — В света на безплътните
- 1999 — Откраднатата картина
- 1999 — Тринадесетте годеници на принца
- 1999 — В страната на приказките

### Оповідання
- 1985 — Детски длани
- 1985 — Дългото пътуване
- 1985 — Зрима доброта
- 1985 — На път за Итака
- 1986 — Великият инквизитор
- 1987 — Вградената сянка на обичта
- 1987 — Всеки има свой свят
- 1987 — Къщата на залеза
- 1987 — За да пребиваваш между великите богове
- 1987 — Орбитата на Сизиф
- 1987 — Основание за смърт
- 1987 — Човекът, който искаше да играе Хамлет
- 1988 — Дюшеш в пространството
- 1988 — Ехото на Вселената
- 1988 — Камъкът
- 1988 — Последният изпит
- 1988 — Седем дни без гравитация
- 1989 — Домът на залязващото слънце
- 1996 — Ефектът на д-р Стриптийз
- 1997 — Пещерата на желанията
- 1997 — Вълшебните слова
- 1997 — Джуджето на Дядо Коледа
- 1997 — Жълто
- 2001 — Вавилонската кула на самотата
- 2004 — Сянката